# 산타마리아카푸아베테레
산타마리아카푸아베테레(이탈리아어: Santa Maria Capua Vetere)는 이탈리아 캄파니아주 카세르타도에 있는 코무네이다. 빌라노바 문화의 정착지 중 하나이다.
산타 마리아 카푸아 베테레는 과거 고대 로마인들이 건설한 옛 카푸아다. 지금 이 도시는 시비타스 카푸아나와 연결고리는 없지만 중세적인 건물들이 많다. 참고로 산타 마리아 카푸아 베테레라는 명칭에서 카푸아 베테레는 옛 카푸아라는 뜻이다.

## 자매 도시
- 스페인 무르시아